# Au suivant (Brel)
Au suivant (Frans: Volgende!) is een lied van de Belgische zanger Jacques Brel uit 1964. Het lied kan worden gezien als een protestlied tegen het leger. Brel beschrijft het militaire bestaan als een verhaal van een stoet mannen die een legerbordeel bezoeken. Dit zorgt voor een trauma bij de ik-persoon in het nummer. Het lied is veelvuldig gecoverd.